# Olivoropendola
Olivoropendola (Psarocolius bifasciatus) är en fågel i familjen trupialer inom ordningen tättingar.

## Utseende
Olivoropendolan är en stor och mörk oropendola. Fjäderdräkten är olivgrön med rödbruna vingar och bjärt gulfärgad stjärt. Näbben är svart med en färgglad skär fläck vid näbbroten och orangefärgad spets.

## Utbredning och systematik
Olivoropendolan förekommer i Sydamerika från sydöstra Colombia och södra Venezuela till östra Bolivia. Den delas in i tre underarter med följande utbredning:
- Psarocolius bifasciatus bifasciatus – norra Brasilien söder om Amazonfloden (Tocantins till Belém och norra Mato Grosso)
- yuracares-gruppen
  - Psarocolius bifasciatus yuracares – tropiska sydöstra Colombia till södra Venezuela, östra Bolivia och västra Amazonområdet i Brasilien
  - Psarocolius bifasciatus neivae – norra Brasilien söder om Amazonfloden (Tapajós till Xingu)

## Levnadssätt
Olivoropendolan hittas i högvuxen regnskog. Liksom andra oropendolor häckar den i kolonier med stora vävda bon som hänger i trädkronor hos höga träd. Jämfört med liknande rostryggig oropendola ses den oftare i högvuxen höglänt skog än i öppna miljöer.

## Status och hot
Arten har ett stort utbredningsområde, men tros minska i antal, dock inte tillräckligt kraftigt för att den ska betraktas som hotad. Internationella naturvårdsunionen IUCN listar arten som livskraftig (LC).